# Ubida
Ubida là một chi bướm đêm thuộc họ Crambidae.

## Các loài
- Ubida amochla Turner, 1922
- Ubida hetaerica Turner, 1911
- Ubida holomochla Turner, 1904
- Ubida ramostriellus (Walker, 1863)